# La ricetta italiana
La ricetta italiana è un film del 2022 diretto da Zuxin Hou.
Pellicola sentimentale, coproduzione tra Cina, Italia e Germania, ambientata a Roma con cast sino-italiano.

## Trama
Peng, giovane stella del pop cinese, giunge a Roma dove è in programma un "reality" in cui deve fingere di fidanzarsi con Lisa, modella e influencer popolarissima nel suo paese.
Spinto dal suo agente Peter, Peng accetta tutto ma, da tempo, si sente fuori luogo covando un'aspirazione da musicista che sembra divergere sempre di più dalla figura pubblica che gli hanno costruito.
Mandy è una ragazza che si divide tra il lavoro come guida per turisti cinesi a Roma e lo studio per diventare avvocato. Ma in realtà, all'insaputa degli zii con cui vive, frequenta anche un ristorante italiano perché il suo sogno è diventare una cuoca.
Per aver sostituito l'amico Antonio, alla vigilia delle nozze, nel ruolo di autista, si imbatte in Peng e nel suo seguito. Lo stesso Peng poi, stanco delle riprese del reality, si allontana dal set, si ubriaca e finisce per essere notato steso sotto un diluvio su un marciapiede proprio da Mandy che lo raccoglie e lo porta a casa per asciugarlo e rivestirlo.
La famiglia di Mandy equivoca sul rapporto fra i due, ma avendo capito che si tratta di una celebrità non disdegna un eventuale legame sentimentale. Mandy si preoccupa invece di riportare il ragazzo al suo albergo ma va incontro ad una serie di inconvenienti che fanno pensare all'agente del ragazzo che lo stesso sia stato rapito. Alle prime voci in questo senso si ha una grande risposta nei social con aumento di popolarità. Tanto che quando il ragazzo, che si sta divertendo con Mandy, chiama il suo agente, questo gli consiglia di non tornare subito, facendolo felice.
Nella lunghissima notte passata insieme, Peng è affascinato dalla passione e dalla tenacia di Mandy che, a sua volta, conosce la vera anima del ragazzo, artista incompreso. I due si scoprono quindi innamorati ma poi devono tornare alle loro vite.
Peng però decide di abbandonare tutto e corre al matrimonio di Antonio, l'amico di Mandy, dove le dedica una canzone romantica. Inseguito dai produttori del reality che hanno filmato tutto, Peng sembra perseguitato dal suo passato e Mandy capisce che c'è troppa distanza tra i loro mondi e chiude lì il rapporto.
Un anno dopo a Pechino, Peng sta per presentare il suo nuovo album "La ricetta italiana" in un club. Ad assistere arriva a sorpresa Mandy che, inseguito il suo sogno, è stata ingaggiata per lavorare nel ristorante italiano del grande chef che lei adorava. Lui le spiega che l'album che ha scritto è dedicato a lei. Abbracciandolo, Mandy gli dice che non ha mai smesso di pensarlo.

## Produzione
Il film è una coproduzione internazionale realizzata da Orisa Produzioni, Dauphine Film Company, Rai Cinema, Lightburst Pictures, Beijing WD Pictures e Fun Age Kaixin Mahua. Il film è girato quasi interamente a Roma della quale vengono mostrati molti luoghi simbolo come, tra gli altri, Piazza di Spagna e il Colosseo.

## Distribuzione
Il film è stato presentato in anteprima al Far East Film Festival di Udine nell'aprile 2022. In Cina è uscito nelle sale il 22 giugno 2022, riscuotendo un buon successo.